# Llista de transformacions canòniques de coordenades
Aquesta és una llista de transformacions canòniques de coordenades.

## Bidimensionals
Siguin (x, y) les coordenades cartesianes estàndard, i r i θ los coordenades polars estàndard.

### Per passar de coordenades polars a coordenades cartesianes
{\displaystyle x=r\,\cos \theta \quad }
{\displaystyle y=r\,\sin \theta \quad }
{\displaystyle {\frac {\partial (x,y)}{\partial (r,\theta )}}={\begin{pmatrix}\cos \theta &-r\,\sin \theta \\\sin \theta &r\,\cos \theta \end{pmatrix}}}
{\displaystyle \det {\frac {\partial (x,y)}{\partial (r,\theta )}}=r}

### Per passar de coordenades cartesianes a coordenades polars
{\displaystyle r={\sqrt {x^{2}+y^{2}}}}
{\displaystyle \theta ^{\prime }=\arctan \left|{\frac {y}{x}}\right|}
Nota: al resoldre {\displaystyle \theta ^{\prime }} s'obté l'angle resultant en el primer quadrant ({\displaystyle 0<\theta <{\frac {\pi }{2}}}). Per torbar {\displaystyle \theta }, cal acudir al sistema de coordenades cartesianes original, determinar el quadrant en el que està {\displaystyle \theta } (per exemple el punt de coordenades cartesianes (3,-3) està al quart quadrant), i llavors fer servir les següents equacions per calcular {\displaystyle \theta }:
Si {\displaystyle \theta ^{\prime }} està al primer quadrant:
{\displaystyle \theta =\theta ^{\prime }}
Si {\displaystyle \theta ^{\prime }} està al segon quadrant:
{\displaystyle \theta =\pi -\theta ^{\prime }}
Si {\displaystyle \theta ^{\prime }} està al tercer quadrant:
{\displaystyle \theta =\pi +\theta ^{\prime }}
Si {\displaystyle \theta ^{\prime }} està al quart quadrant:
{\displaystyle \theta =2\pi -\theta ^{\prime }}
Això cal fer-hi així perquè per a tots els valors de {\displaystyle \theta }, {\displaystyle \arctan \theta } només està definit per {\displaystyle -{\frac {\pi }{2}}<\theta <+{\frac {\pi }{2}}}
Fixeu-vos que també es pot fer servir
{\displaystyle r={\sqrt {x^{2}+y^{2}}}}
{\displaystyle \theta =2\arctan {\frac {y}{x+r}}}

### De coordenades bipolars a coordenades cartesianes
{\displaystyle x=a\ {\frac {\sinh \tau }{\cosh \tau -\cos \sigma }}}
{\displaystyle y=a\ {\frac {\sin \sigma }{\cosh \tau -\cos \sigma }}}

### De coordenades bipolars de dos centres a coordenades cartesianes[1]
{\displaystyle x={\frac {r_{1}^{2}-r_{2}^{2}}{4c}}}
{\displaystyle y=\pm {\frac {1}{4c}}{\sqrt {16c^{2}r_{1}^{2}-(r_{1}^{2}-r_{2}^{2}+4c^{2})^{2}}}}

### De coordenades bipolars de dos centres a coordenades polars
{\displaystyle r={\sqrt {\frac {r_{1}^{2}+r_{2}^{2}-2c^{2}}{2}}}}
{\displaystyle \theta =\arctan \left[{\sqrt {{\frac {8c^{2}(r_{1}^{2}+r_{2}^{2}-2c^{2})}{r_{1}^{2}-r_{2}^{2}}}-1}}\right]}
On 2c és la distància entre els pols.

### De coordenades de l'equació de Cesàro a coordenades cartesianes
{\displaystyle x=\int \cos \left[\int \kappa (s)\,ds\right]ds}
{\displaystyle y=\int \sin \left[\int \kappa (s)\,ds\right]ds}

### Curvatura i longitud de l'arc a partir de coordenades cartesianes
{\displaystyle \kappa ={\frac {x'y''-y'x''}{(x'^{2}+y'^{2})^{3/2}}}}
{\displaystyle s=\int _{a}^{t}{\sqrt {x'^{2}+y'^{2}}}\,dt}

### Curvatura i longitud de l'arc a partir de coordenades polars
{\displaystyle \kappa ={\frac {r^{2}+2r'^{2}-rr''}{(r^{2}+r'^{2})^{3/2}}}}
{\displaystyle s=\int _{a}^{\phi }{\sqrt {1+y'^{2}}}\,d\phi }

## Tridimensionals
Sigui (x, y, z) les coordenades cartesianes estàndard, i (ρ, θ, φ) les coordenades esfèriques, amb l'angle φ mesurat a partir de l'eix Z positiu. Com que θ té un recorregut de 360° cal aplicar les mateixes consideracions que en coordenades polars (de dues dimensions) sempre que es calculi a partir de la funció arctangent. φ té un recorregut de 180°, i va des de 0° fins a 180°, i no presenta cap problema quan es calcula a partir de la funció arccosinus, però cal anar amb compte si es fa servir una funció arctangent. Si, en la definició alternativa de coordenades esfèriques, es tria φ de forma que vagui des de −90° fins a +90°, en direcció oposada a la direcció prèvia, es pot calcular de manera única a partir de la funció arcsinus, però cal anar amb compte di es fa servir l'arctangent. En aquest cas totes les fórmules següents tots els arguments de φ han te tenir el sinus i el cosinus intercanviats i com a derivades també els signes menys i més s'han d'intercanviar.
Totes les fórmules que portin cap a una fracció amb zero al denominador, corresponen a casos especials de direccions al llarg dels eixos principals i a la pràctica se solucionen més fàcilment per observació.

### A coordenades cartesianes

#### A partir de coordenades esfèriques
{\displaystyle {x}=\rho \,\sin \theta \,\cos \phi \quad }
{\displaystyle {y}=\rho \,\sin \theta \,\sin \phi \quad }
{\displaystyle {z}=\rho \,\cos \theta \quad }
{\displaystyle {\frac {\partial (x,y,z)}{\partial (\rho ,\theta ,\phi )}}={\begin{pmatrix}\sin \theta \cos \phi &\rho \cos \theta \cos \phi &-\rho \sin \theta \sin \phi \\\sin \theta \sin \phi &\rho \cos \theta \sin \phi &\rho \sin \theta \cos \phi \\\cos \theta &-\rho \sin \theta &0\end{pmatrix}}}
Per tant, l'element de volum és:
{\displaystyle dx\;dy\;dz=\det {\frac {\partial (x,y,z)}{\partial (\rho ,\theta ,\phi )}}d\rho \;d\theta \;d\phi =\rho ^{2}\sin \theta \;d\rho \;d\theta \;d\phi \;}

### = A partir de coordenades cilíndriques
{\displaystyle {x}={r}\,\cos \theta }
{\displaystyle {y}={r}\,\sin \theta }
{\displaystyle {z}={h}\,}
{\displaystyle {\frac {\partial (x,y,z)}{\partial (r,\theta ,h)}}={\begin{pmatrix}\cos \theta &-r\sin \theta &0\\\sin \theta &r\cos \theta &0\\0&0&1\end{pmatrix}}}
Per tant, l'element de volum és:
{\displaystyle dx\;dy\;dz=\det {\frac {\partial (x,y,z)}{\partial (r,\theta ,h)}}dr\;d\theta \;dh={r}\;dr\;d\theta \;dh\;}

### A coordenades esfèriques

#### A partir de coordenades cartesianes
{\displaystyle {\rho }={\sqrt {x^{2}+y^{2}+z^{2}}}}
{\displaystyle {\theta }=\arctan \left({\frac {\sqrt {x^{2}+y^{2}}}{z}}\right)=\arccos \left({\frac {z}{\sqrt {x^{2}+y^{2}+z^{2}}}}\right)}
{\displaystyle {\phi }=\arctan \left({\frac {y}{x}}\right)=\arccos \left({\frac {x}{\sqrt {x^{2}+y^{2}}}}\right)=\arcsin \left({\frac {y}{\sqrt {x^{2}+y^{2}}}}\right)}
{\displaystyle {\frac {\partial (\rho ,\theta ,\phi )}{\partial (x,y,z)}}={\begin{pmatrix}{\frac {x}{\rho }}&{\frac {y}{\rho }}&{\frac {z}{\rho }}\\{\frac {xz}{\rho ^{2}{\sqrt {x^{2}+y^{2}}}}}&{\frac {yz}{\rho ^{2}{\sqrt {x^{2}+y^{2}}}}}&{\frac {-(x^{2}+y^{2})}{\rho ^{2}{\sqrt {x^{2}+y^{2}}}}}\\{\frac {-y}{x^{2}+y^{2}}}&{\frac {x}{x^{2}+y^{2}}}&0\\\end{pmatrix}}}

#### A partir de coordenades cilíndriques
{\displaystyle {\rho }={\sqrt {r^{2}+h^{2}}}}
{\displaystyle {\theta }=\theta \quad }
{\displaystyle {\phi }=\arctan {\frac {r}{h}}}
{\displaystyle {\frac {\partial (\rho ,\theta ,\phi )}{\partial (r,\theta ,h)}}={\begin{pmatrix}{\frac {r}{\sqrt {r^{2}+h^{2}}}}&0&{\frac {h}{\sqrt {r^{2}+h^{2}}}}\\0&1&0\\{\frac {-h}{r^{2}+h^{2}}}&0&{\frac {r}{r^{2}+h^{2}}}\end{pmatrix}}}
{\displaystyle \det {\frac {\partial (\rho ,\theta ,\phi )}{\partial (r,\theta ,h)}}={\frac {1}{\sqrt {r^{2}+h^{2}}}}}

### A coordenades cilíndriques

#### A partir de coordenades cartesianes
{\displaystyle r={\sqrt {x^{2}+y^{2}}}}
{\displaystyle \theta =\arctan {\frac {y}{x}}+\pi u_{0}(-x)\,\operatorname {sgn} y}
{\displaystyle h=z\quad }
{\displaystyle {\frac {\partial (r,\theta ,h)}{\partial (x,y,z)}}={\begin{pmatrix}{\frac {x}{\sqrt {x^{2}+y^{2}}}}&{\frac {y}{\sqrt {x^{2}+y^{2}}}}&0\\{\frac {-y}{x^{2}+y^{2}}}&{\frac {x}{x^{2}+y^{2}}}&0\\0&0&1\end{pmatrix}}}

#### A partir de coordenades esfèriques
{\displaystyle r=\rho \sin \phi \,}
{\displaystyle \theta =\theta \,}
{\displaystyle h=\rho \cos \phi \,}
{\displaystyle {\frac {\partial (r,\theta ,h)}{\partial (\rho ,\theta ,\phi )}}={\begin{pmatrix}\sin \phi &0&\rho \cos \phi \\0&1&0\\\cos \phi &0&-\rho \sin \phi \end{pmatrix}}}
{\displaystyle \det {\frac {\partial (r,\theta ,h)}{\partial (\rho ,\theta ,\phi )}}=-\rho }

### Element de longitud de l'arc, curvatura i torsió a partir de coordenades cartesianes
{\displaystyle s=\int _{0}^{t}{\sqrt {x'^{2}+y'^{2}+z'^{2}}}\,dt}
{\displaystyle \kappa ={\frac {\sqrt {(z''y'-z'y'')^{2}+(x''z'-z''x')^{2}+(y''x'-x''y')^{2}}}{(x'^{2}+y'^{2}+z'^{2})^{3/2}}}}
{\displaystyle \tau ={\frac {z'''(x'y''-y'x'')+z''(x'''y'-x'y''')+z'(x''y'''-x'''y'')}{(x'^{2}+y'^{2}+z'^{2})(x''^{2}+y''^{2}+z''^{2})}}}